# Friedrich Manteuffel
Friedrich „Fritz” Manteuffel (Berlin, 1875. január 11. – 1941. április 11.) kétszeres olimpiai bajnok német tornász.
Az 1896. évi nyári olimpiai játékokon indult tornában. Kettő kivétellel az összes számban részt vett. Csapat korlátgyakorlatban és csapat nyújtógyakorlatban aranyérmes lett.
Elindult az 1900. évi nyári olimpiai játékokon is szintén tornában egy számban, az egyéni összetettben. 72. lett.